# Model 1822 Musket
O Springfield Model 1822 Musket é um mosquete de pederneira de calibre .69" fabricado no início do século XIX no Arsenal Springfield e no Arsenal Harpers Ferry.

## Visão geral
O Model 1822 foi basicamente, um aperfeiçoamento do mosquete Model 1816.
O surgimento dessa nomenclatura "Model 1822" foi rastreado até o início da década de 1820, quando o "Ordnance Department" começou a avaliar o projeto de construção do "Model 1816", em relação a qualidade e principalmente em relação a consistência das armas que eram entregues, tanto pelos pelos arsenais nacionais quanto por vários empreiteiros privados que produziam o modelo. Esse estudo demonstrou que, o objetivo primordial do "M1816" de garantir que as peças fossem intercambiáveis entre os vários fornecedores, mesmo de acordo com os métodos produtivos da época, não estava sendo atendido, e mesmo itens simples como baionetas, não podiam ser trocadas entre modelos de diferentes fornecedores.

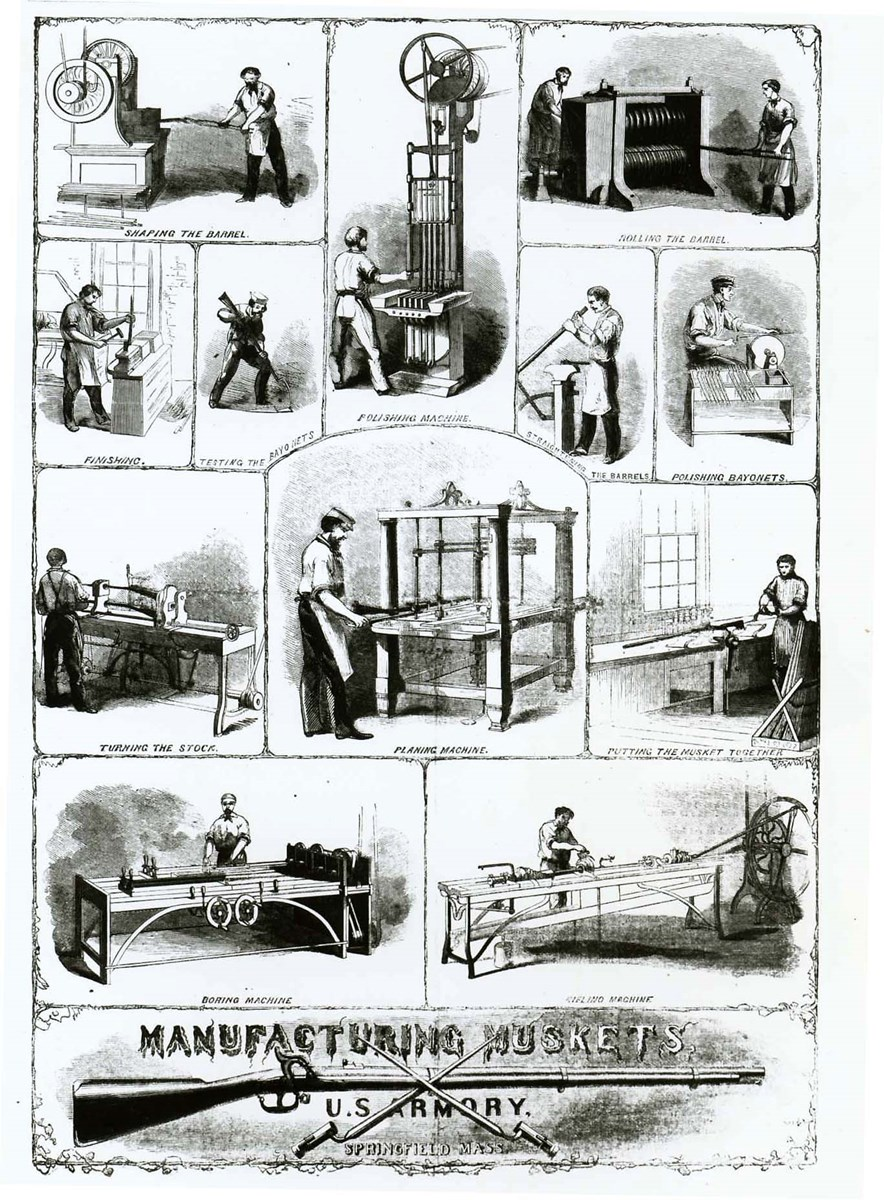
O sistema de manufatura
em Springfield em 1861.

Como resultado, em 1822, o "Ordnance Department" ordenou que o Springfield Armory e o Harper’s Ferry construíssem, cada um, 30 modelos de mosquetes juntamente com os medidores necessários para aferir os vários componentes e mosquetes acabados para distribuição como "modelos padrão" a serem usados pelos contratantes e pelos próprios arsenais. O objetivo, era produzir mosquetes com dimensões verdadeiramente consistentes, tornando a maioria dos componentes principais fabricados em qualquer arsenal ou fábrica relativa ou completamente, intercambiável. Entretanto, o objetivo não era tornar todas as partes totalmente intercambiáveis entre os fabricantes, mas apenas "o mais próximo possível" de intercambiáveis, ao menos em armas de um mesmo abricante.
Os mosquetes fabricados à partir de então, passaram a ser designados pelos colecionadores como "US Model 1816 Type II" e nos documentos da época como "US Model 1822". As armas padrão eram espartanas, sem nenhum tratamento especial em termos de ajuste e acabamento, mas deveriam simplesmente ser tão consistentes quanto possível em suas dimensões, dentro das limitações das capacidades de fabricação artesenal da época:
- As 30 "armas padrão" produzidas pelo Harper’s Ferry foram marcadas com uma "Eaglehead" e um "S" em todas as partes e foram marcadas com "MODEL" no cano à frente da culatra.
- As 30 "armas padrão" produzidas pelo Springfield Armory foram marcadas da mesma maneira, mas o pedido foi recebido muito tarde, e elas acabaram sendo marcadas com "USP" em todas as partes grandes e apenas com um "P" nas peças menores.

De acordo com o colecionador, pesquisador e autor Peter Schmidt, apenas um mosquete completo do Springfield Armory "US M1822" padrão existe atualmente na forma original e completa.

## Características
O Model 1822, assim como seu "irmão mais velho", o M1816, era um mosquete de calibre ,69 in (17,5 mm) com cano longo de alma lisa, de 42 in (1 070 mm),  e comprimento total de 58 in (1 470 mm). O que distinguia o Model 1822 do Model 1816, era a fixação do zarelho giratório inferior; a parte frontal do guarda-mato era mais larga, e vinha com um furo para receber o rebite giratório do zarelho; no M1816 original, esse rebite era fixado a um pino na coronha à frente do guarda-mato.

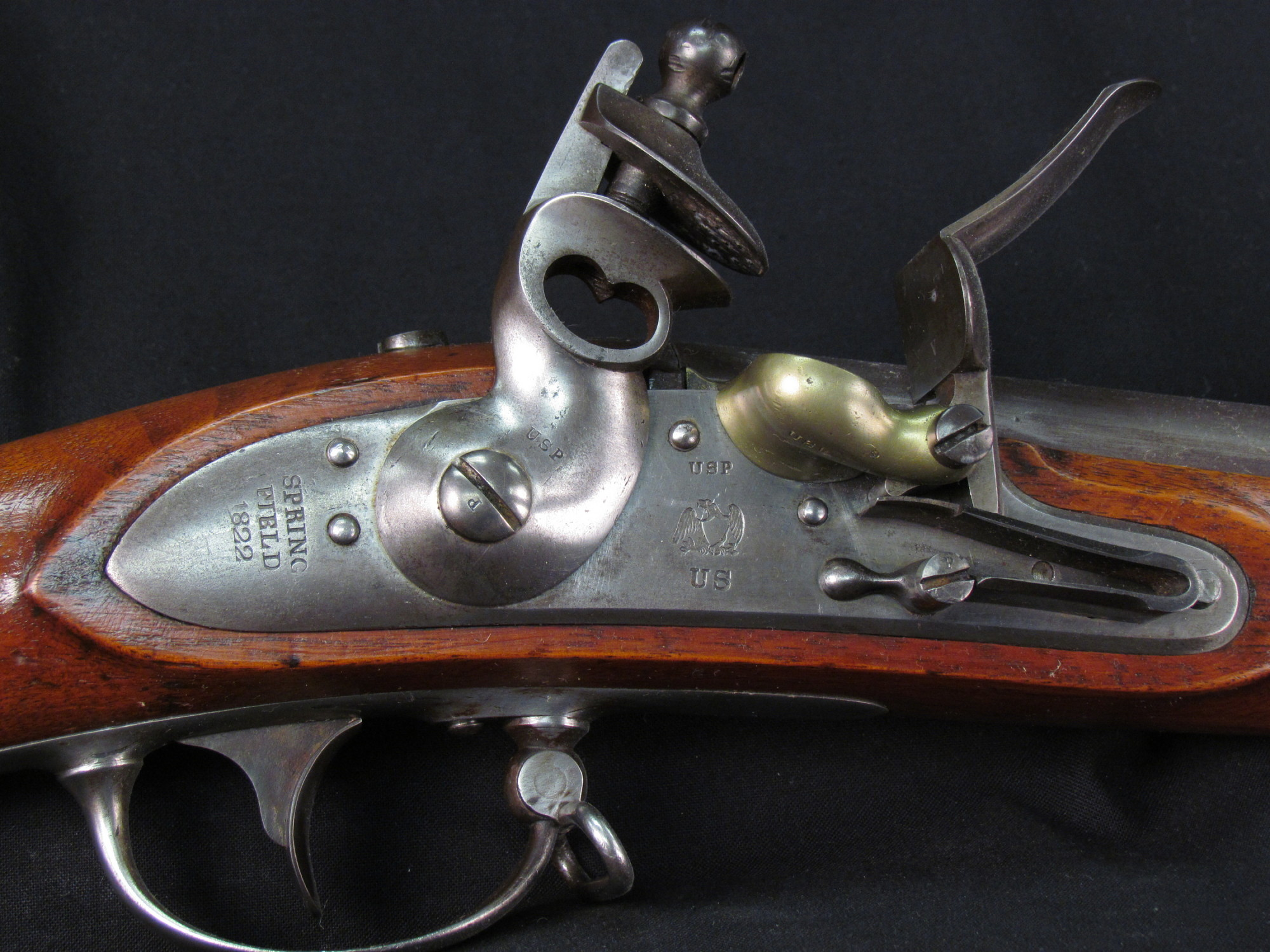
Detalhe do mecanismo de ação do Springfield Model 1822.
Note-se o característico ponto de fixação do zarelho transpassando a parte frontal do guarda-mato.

### Produção
Além do Harper's Ferry e do Springfield Armouries, o Model 1822 foi produzido por vários outros empreiteiros. Ele acabou sendo substituído pelo Model 1835, que também é considerado por muitos como uma continuação do "M1816".
O Model 1822 foi originalmente fabricado como um mosquete de pederneira e muitos deles foram posteriormente convertidos para o sistema de espoleta de percussão, que era muito mais confiável e resistente às intempéries. A conversão era feita com o encaixe de um novo plugue da culatra, substituindo a "caçoleta" por um "ouvido" para a espoleta de percussão, além da substituição do cão com a "cabeça" em forma de martelo em vez do formato de pinça do sistema de pederneira.
Alguns desse "M1822" convertidos para percussão, também tiveram seus canos sofrendo o processo de estriamento ("rifling") para que pudessem disparar a recém-desenvolvida "Minié ball". No entanto, durante a Batalha da Cidade do México, o General Winfield Scott insistiu em que seu exército fosse equipado com mosquetes de pederneira porque as pedras de sílex eram fáceis de fazer ou obter, fator importante em um país hostil onde as linhas de abastecimento eram vulneráveis.
| O Springfield Model 1822 convertido para percussão · O Springfield Model 1822 convertido para percussão |  | Close do mecanismo de ação do Springfield Model 1822 convertido para percussão. |

## Utilização
O Model 1822 foi usado tanto na Guerra Mexicano-Americana quanto na Guerra Civil Americana; durante o início dessa última, mosquetes de calibre .69" (principalmente de percussão, mas alguns pederneiras também) eram comuns (em sua forma original ou convertidos para "rifling"). Eles haviam desaparecido totalmente do Exército do Potomac na segunda metade de 1862 (exceto a Brigada Irlandesa, que carregava mosquetes "Model 1842" até 1864), mas os confederados menos equipados os usaram por mais tempo, e o chefe de ordenança do Exército da Virgínia do Norte afirmou que Gettysburg foi a primeira batalha em que o Exército ficou completamente livre de mosquetes de cano de alma lisa. Na frente Oeste, a situação era pior para ambos os lados e os canos de alma lisa permaneciam em uso nos exércitos da União em 1863. Alguns regimentos confederados ainda carregavam mosquetes calibre .69" na Batalha de Franklin em novembro de 1864.

## Guerras
Esses foram os conflitos nos quais o Springfield Model 1816 foi utilizado:
- Guerras Indígenas nos EUA
- Guerras Texas-indígenas
- Guerra Arikara
- Guerra Winnebago
- Guerra de Black Hawk
- Segunda Guerra Seminole
- Guerra Mexicano-Americana
- Guerra Civil Americana